# Denim

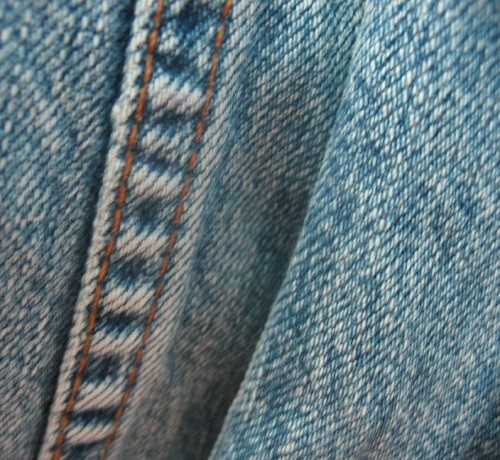
Tessuto denim, usato, in zona di cucitura

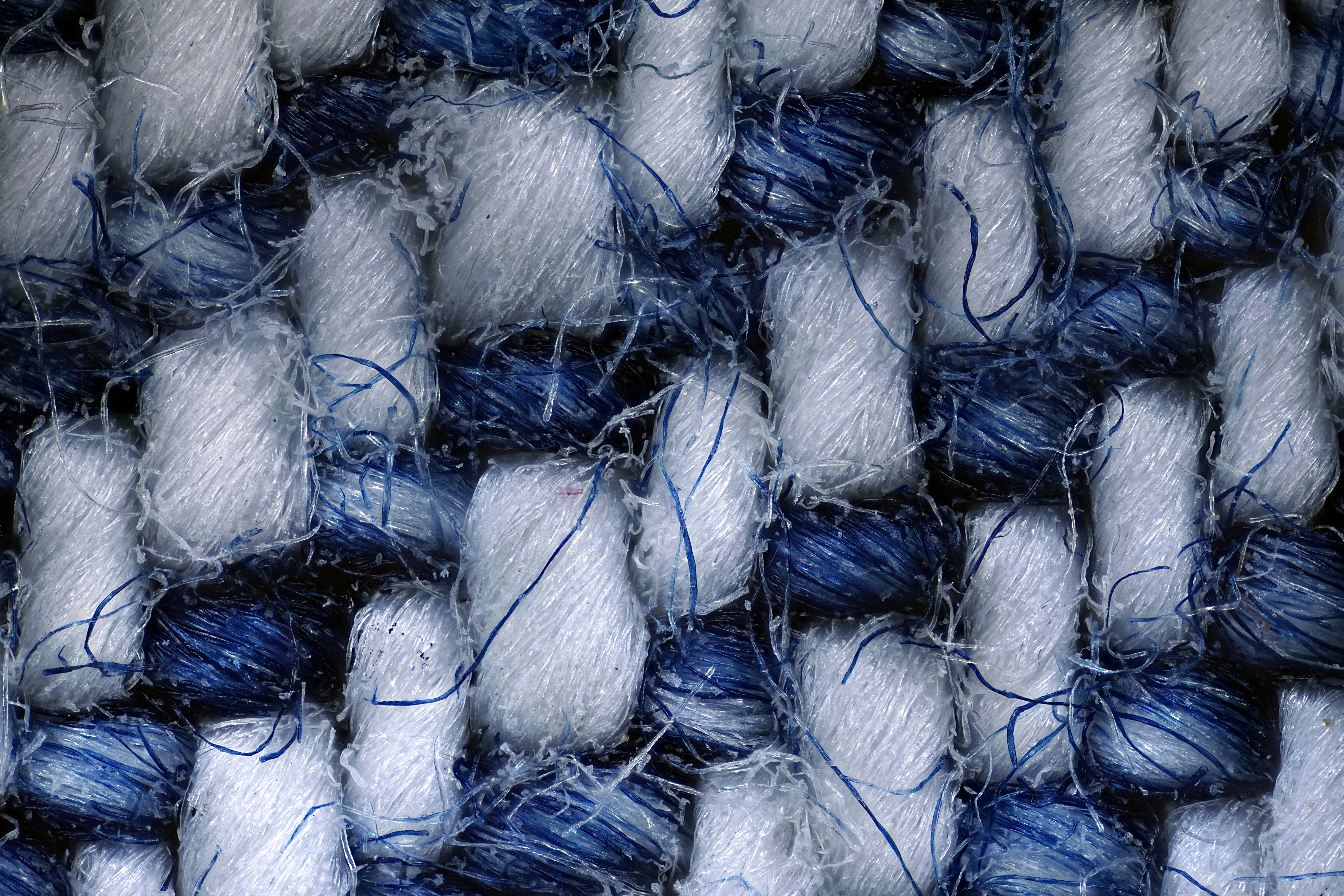
Denim al microscopio

Il dènim è un robusto tessuto composto da cotone, generalmente dal particolare colore azzurro, vedi Denim (colore). Si tratta del tessuto storico con cui vengono confezionati i pantaloni in taglio jeans, per cui talvolta, si usa il termine "jeans" per riferirsi, per sineddoche, anche al tessuto dato che pare sia stata usata anche la tela "blu di Genova" (tela delle divise della marina genovese) per confezionarli che veniva commerciata dai francesi chiamandola "bleu de Gênes", da qui la storpiatura inglese "blue jeans".
È una sargia ("serge" in francese), ha una tessitura in diagonale ed è perciò una stoffa particolarmente robusta e adatta a indumenti da lavoro, a differenza della "tela" che è tessuta con i fili incrociati perpendicolarmente e non ha caratteristiche di robustezza. Prende il nome dalla città di Nîmes in Francia e un tempo era detto serge de Nîmes. Da "de Nîmes" proviene perciò "denim".

## Storia
Già nel XV secolo Nîmes era in concorrenza con Chieri, in Piemonte, per la produzione di un tipo di fustagno molto robusto di colore blu, allora tinto con il guado (Isathis tinctoria).
Quando il cotone divenne un materiale economico, disponibile in grandi quantità, questo tipo di tessuto divenne materiale d'eccellenza per abiti da lavoro.
Nella lingua inglese la produzione di Nîmes prese il nome denim, mentre nella lingua francese prese il nome blue-jeans, dal termine bleu de Gênes, ovvero blu di Genova, perché questa tela era utilizzata per uniformi da lavoro della Marina della Repubblica di Genova e pare fosse anche prodotta nella stessa Genova.

## Colore ed usi

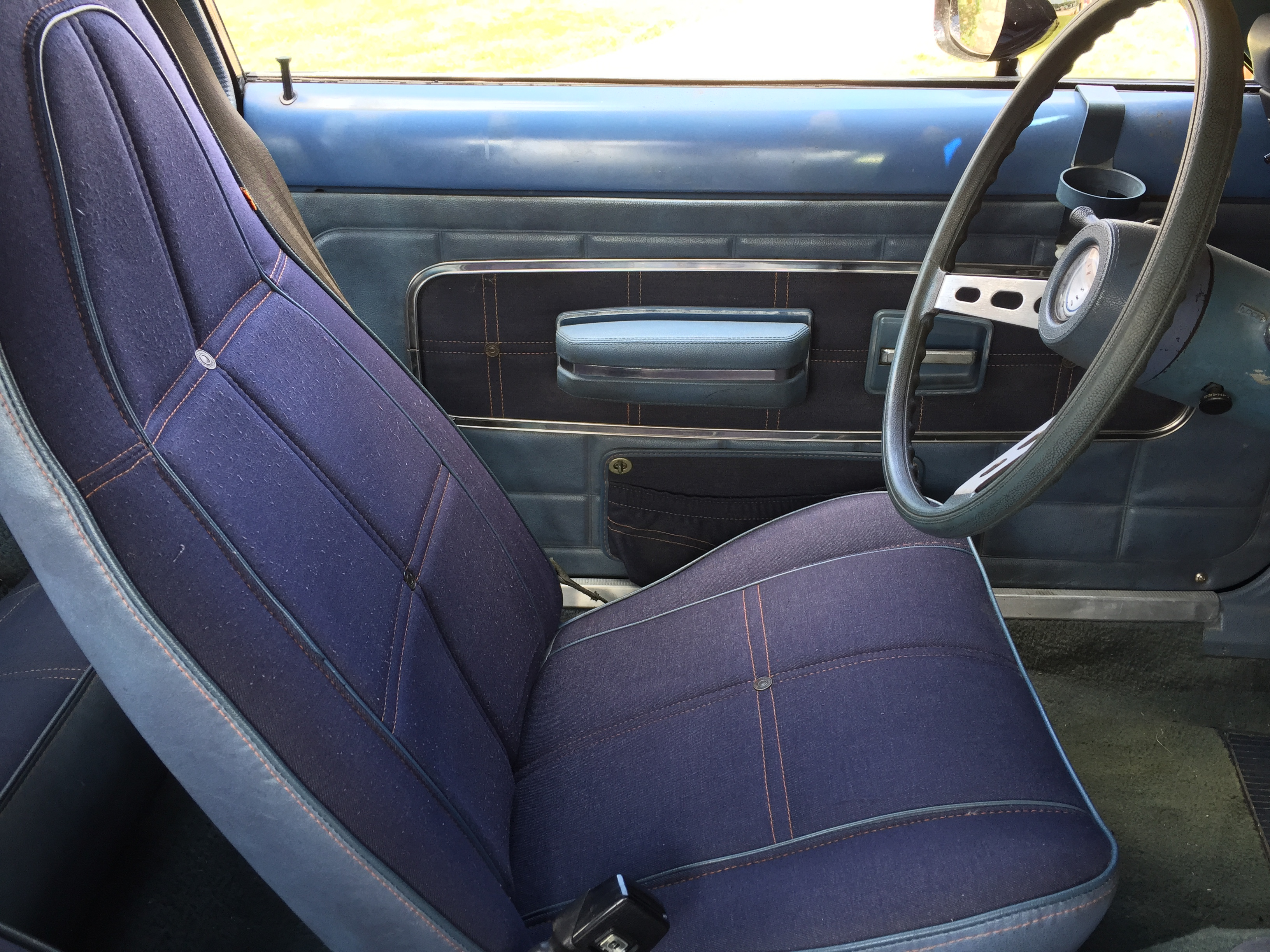
AMC Gremlin con le finiture e la tappezzeria della Levi's

Il suo colore blue indaco, che è un blu non regolare, (anche se oggi l'abbigliamento jeans può essere coniugato con altri colori) e il tessuto denim (un binomio inscindibile) sono diventati un marchio caratteristico ed esclusivo che al pari delle "griffes" o dei marchi commerciali più famosi conferisce un significato speciale, quasi mitico ad oggetti normalmente presenti nella comune vita quotidiana. 
Trova impiego anche nella confezione di camicie, shorts, bermuda, gonne, giacche, gilet, cappelli, borse, scarpe e giubbini per quanto riguarda l'abbigliamento "giovanile" o casual, ma spesso anche nella confezione di pantaloni classici ed ormai è usato anche per oggetti non di abbigliamento, come a partire dal 1973 nelle automobili American Motors nei modelli Gremlin, Hornet, Pacer, Concord, nelle Jeep CJ e nella versione del Maggiolino Jeans.

## Caratteristiche
Trattamenti di finissaggio possono modificarne l'aspetto come nello stone washed o nel delavé (di aspetto "usato"). 
Il denim si stinge progressivamente con i lavaggi e con l'uso, schiarendosi di più dove è maggiore l'attrito. «Il jeans invecchia integrando in sé il cambiamento dell'età, impregnandosi di avventura, della vita di chi li indossa. Ogni lavaggio è una pagina girata, il tempo vi scrive la sua memoria su uno sfondo sempre più pallido. La decolorazione dovuta al lavaggio traduce l'avvenimento vissuto fino alla saturazione finale.»
«Autentico o simulato che sia, resta il fatto piuttosto bizzarro rispetto all'estetica "naturale" del consumo, che per i jeans il nuovo vale meno dell'usato, il consumo aggiunge valore (estetico, affettivo, di prestigio sociale, perfino economico) all'oggetto.»

## Armatura

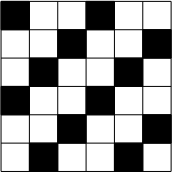
L'armatura a saia del denim

Anticamente era realizzato con un ordito in lino e la trama in cotone, oggi interamente in cotone. Le sue caratteristiche sono la robustezza e resistenza (per il materiale usato) unite a una certa adattabilità (per l'armatura a saia).
Il denim è molto simile al fustagno, che ne è l'antenato. La differenza tra loro è data dal colore dell'ordito: nel fustagno trama e ordito sono del medesimo colore, nel denim la trama è bianco o écru e l'ordito è blu.
Il denim ha un'armatura con saia a tre (2:1), intreccio con nervature oblique date dallo scarto delle legature (una legatura è il passaggio di un filo di trama sotto un filo di ordito). Dà come risultato una diagonale e necessita di tre licci.
- il quadretto nero indica che il filo di ordito passa davanti al filo di trama (alzata).
- Il quadretto bianco indica che il filo di trama passa davanti al filo d'ordito (riposo).
- quando vi sono più quadretti neri consecutivi in verticale abbiamo uno slegamento di ordito.
- quando vi sono più quadretti bianchi consecutivi in verticale abbiamo uno slegamento di trama.